# Deutsche Freie-Partie-Meisterschaft 2009/10
Die Deutsche Freie-Partie-Meisterschaft 2009/10 ist eine Billard-Turnierserie und fand vom 24. Oktober bis zum 1. November 2009 in Bad Wildungen
zum 42. Mal statt.

## Geschichte
Carsten Lässig gewann seinen zweiten DM-Titel in der Freien Partie. Im Finale besiegte er Sven Daske, der im Turnier bereits drei Partien in einer Aufnahme beendet hatte, mit 300:262 in sieben Aufnahmen. Gemeinsam Dritte wurden Thomas Berger und Christoph Hilger.  
Die Ergebnisse sind aus eigenen Unterlagen. Ergänzt wurden Informationen aus der österreichischen Billard-Zeitung Billard.

## Modus
Gespielt wurden zwei Vorrundengruppen à vier Spieler im Round-Robin-Modus bis 300 Punkte oder 15 Aufnahmen. Die zwei Gruppenbesten kamen ins Halbfinale und spielten den Sieger aus
Die Endplatzierung ergab sich aus folgenden Kriterien:
1. Matchpunkte
2. Generaldurchschnitt (GD)
3. Höchstserie (HS)

## Teilnehmer
1. Markus Melerski (Bochum) Titelverteidiger
2. Thomas Berger (Wiesbaden)
3. Sven Daske (Schiffweiler)
4. Christoph Hilger (Hilden)
5. Michael Kallenborn (Saarlouis)
6. Carsten Lässig (Coesfeld)
7. Frank Müller (Vötting-Weihenstephan)
8. Arnd Riedel (Wedel)

## Turnierverlauf

### Gruppenphase
| MP    | Match Points (Sieger = 2; Unentschieden = 1; Verlierer = 0) |
| Pkte. | Erzielte Karambolagen                                       |
| Aufn. | Benötigte Versuche                                          |
| GD    | Generaldurchschnitt                                         |
| BED   | Bester Einzeldurchschnitt eines Spielers                    |
| HS    | Höchstserie                                                 |
|       | Bester GD des Turniers                                      |
|       | Bester ED des Turniers                                      |
|       | Beste HS des Turniers                                       |
|       | 1. Platz (Gold)                                             |
|       | 2. Platz (Silber)                                           |
|       | 3. Platz (Bronze)                                           |

| Platz                      | Name             | MP  | Pkte. | Aufn. | GD     | BED    | HS  |
| -------------------------- | ---------------- | --- | ----- | ----- | ------ | ------ | --- |
| 1                          | Sven Daske       | 6:0 | 900   | 8     | 112,50 | 300,00 | 300 |
| 2                          | Christoph Hilger | 2:4 | 547   | 9     | 60,77  | 60,00  | 295 |
| 3                          | Markus Melerski  | 2:4 | 797   | 14    | 56,92  | 100,00 | 215 |
| 4                          | Frank Müller     | 2:4 | 330   | 7     | 47,14  | 100,00 | 168 |
| Gruppendurchschnitt: 67,73 |                  |     |       |       |        |        |     |

| Platz                      | Name               | MP  | Pkte. | Aufn. | GD     | BED    | HS  |
| -------------------------- | ------------------ | --- | ----- | ----- | ------ | ------ | --- |
| 1                          | Carsten Lässig     | 6:0 | 900   | 6     | 150,00 | 300,00 | 300 |
| 2                          | Thomas Berger      | 4:2 | 628   | 8     | 78,50  | 150,00 | 300 |
| 3                          | Arnd Riedel        | 2:4 | 302   | 9     | 33,55  | 42,85  | 160 |
| 4                          | Michael Kallenborn | 0:6 | 733   | 15    | 48,86  | –      | 222 |
| Gruppendurchschnitt: 67,44 |                    |     |       |       |        |        |     |

### Finalrunde
| 1. Halbfinale    |     |     |   |        |        |     |
| Sven Daske       | 2:0 | 300 | 1 | 300,00 | 300,00 | 300 |
| Thomas Berger    | 0:2 | 13  | 1 | 13,00  | –      | 13  |
| 2. Halbfinale    |     |     |   |        |        |     |
| Carsten Lässig   | 2:0 | 300 | 5 | 60,00  | 60,00  | 128 |
| Christoph Hilger | 0:2 | 221 | 5 | 44,20  | –      | 162 |

| Finale         |     |     |   |       |       |     |
| Sven Daske     | 0:2 | 262 | 7 | 37,42 | –     | 130 |
| Carsten Lässig | 2:0 | 300 | 7 | 42,85 | 42,85 | 186 |

## Abschlusstabelle
| MP    | Match Punkte (Sieger = 2; Unentschieden = 1; Verlierer = 0) |
| SV    | Satzverhältnis (nur bei Turnieren im Satzsystem)            |
| Pkte. | Erzielte Karambolagen                                       |
| Aufn. | benötigte Aufnahmen                                         |
| GD    | Generaldurchschnitt                                         |
| MGD   | Mannschafts-Generaldurchschnitt                             |
| BED   | Bester Einzeldurchschnitt eines Spielers                    |
| BEMD  | Bester Einzeldurchschnitt einer Mannschaft                  |
| BSD   | Bester Satzdurchschnitt eines Spielers                      |
| HS    | Höchstserie                                                 |
| WRP   | Weltranglistenpunkte                                        |

| Klassement                 | Klassement | Klassement         | Klassement | Klassement | Klassement | Klassement | Klassement | Klassement | Klassement |
| Phase                      | Platz      | Name               | MP         | Pkt.       | Aufn.      | GD         | BED        | HS         |            |
| -------------------------- | ---------- | ------------------ | ---------- | ---------- | ---------- | ---------- | ---------- | ---------- | ---------- |
| Finale                     | 1          | Carsten Lässig     | 10:0       | 1500       | 18         | 83,33      | 300,00     | 300        |            |
| Finale                     | 2          | Sven Daske         | 8:2        | 1462       | 16         | 91,37      | 300,00     | 300        |            |
| Halb- finale               | 3          | Thomas Berger      | 4:4        | 641        | 9          | 71,22      | 300,00     | 300        |            |
| Halb- finale               | 3          | Christoph Hilger   | 2:6        | 768        | 14         | 54,85      | 60,00      | 295        |            |
| Gruppen- phase             | 5          | Markus Melerski    | 2:4        | 797        | 14         | 56,92      | 100,00     | 215        |            |
| Gruppen- phase             | 6          | Arnd Riedel        | 2:4        | 302        | 9          | 33,55      | 42,85      | 160        |            |
| Gruppen- phase             | 7          | Frank Müller       | 2:4        | 330        | 7          | 47,14      | 100,00     | 168        |            |
| Gruppen- phase             | 8          | Michael Kallenborn | 0:6        | 733        | 15         | 48,86      | –          | 222        |            |
| Turnierdurchschnitt: 57,57 |            |                    |            |            |            |            |            |            |            |